# Гидрографическая служба России
Гидрографическая служба России — существует в разном организационно-структурном виде со времени Петра I до настоящего времени в Вооружённых силах России.
Всё время своего существования она организационно замыкалась на Военно-морской флот, а непосредственными руководителями и исполнителями гидрографических работ были морские офицеры. Подчинённость службы в разные периоды была разной. В настоящее время является структурным формированием (управлением) Министерства обороны Российской Федерации (Минобороны России).

## Функции и задачи
Основные функции Гидрографической службы ВМФ России:
- обеспечение ВМФ и других видов ВС России в океанских стратегических районах и морских зонах, в том числе:
  - навигационно-гидрографическое
  - гидрометеорологическое
  - топогеодезическое
- навигационно-гидрографическое обеспечение морской деятельности России с учётом международных обязательств по охране человеческой жизни на море во внутренних морских водах, территориальном море, прилежащей и экономической зонах (за исключением трасс Северного морского пути), находящихся под юрисдикцией России.

Основные задачи службы:

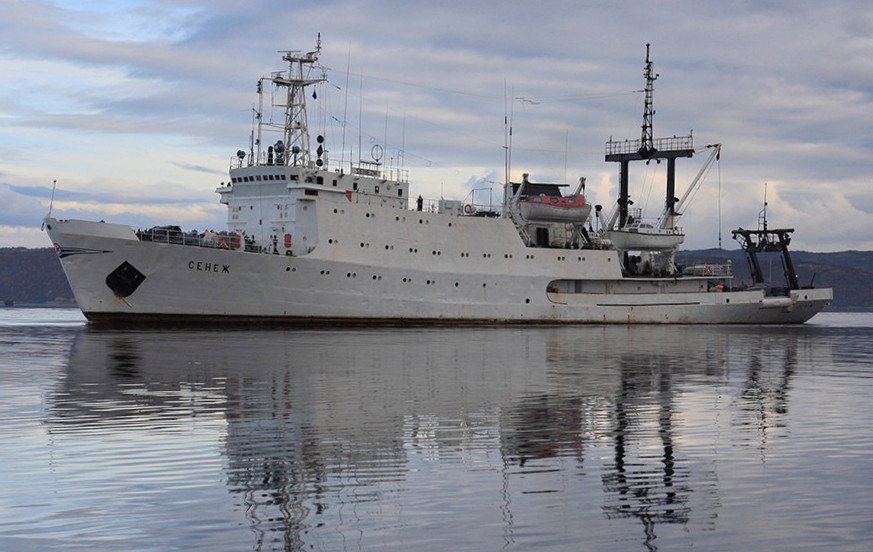
Встреча гидрографического судна Северного флота «Сенеж» (проект 862) после выполнения комплекса океанографических исследований в Арктической зоне (г. Североморск)

- проведение океанографических, гидрографических и морских геофизических работ в океанах и морях в интересах обороны страны;
- работы по созданию навигационных морских, геофизических и других специальных карт (в том числе электронных), руководств и пособий для плавания в Мировом океане;
- снабжение ВМФ морскими средствами навигации и океанографии;
- поддержанием технической готовности морских средств навигации на кораблях постоянной готовности;
- содержание и развитие системы навигационного оборудования на побережье и в морских водах, находящихся под юрисдикцией России (за исключением трасс Северного морского пути);
- руководство непосредственно подчиненными воинскими частями и организациями;
- участие России в деятельности Международной гидрографической организации и Международной ассоциации маячных служб, взаимодействие и сотрудничество с другими международными и региональными мореведческими организациями.

На Гидрографическую службу ВМФ также возложено выполнение других задач, предусмотренных нормативными актами России, указами и распоряжениями Президента России, приказами и директивами Министра обороны России, директивами Генерального штаба, приказами и директивами Главного командования ВМФ.

## Предыстория гидрографической службы России
Древнейшие свидетельства о гидрографических работах в России:

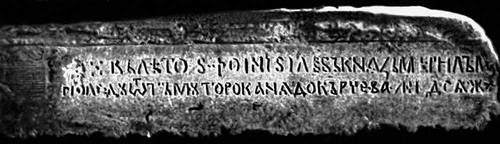
Тмутараканский камень.

## История создания
Во времена Петра I все распоряжения о производстве гидрографических работ исходили лично от государя или от генерал-адмирала, а исполнителями их были морские офицеры, которые с 1724 г. стали получать инструкции от Адмиралтейств-коллегии.
С 1746 г. все дела по гидрографии поручались коллегией лучшему в то время её знатоку, капитану флота А. И. Нагаеву, который составил весьма подробный для своего времени атлас Балтийского моря (издания 1757, 1788, 1789 и 1795 годов), более 50 лет служивший и русским мореплавателям.
В 1777 г. по штату адмиралтейств-коллегии положено начало чертежной «для рисования планов и порядочного их содержания». Затем работы по гидрографии возлагались последовательно на учрежденный в 1799 г. «Комитет для распространения морских наук и усовершенствования художественной части морского искусства» и на открытый в 1805 г. «Государственный Адмиралтейский департамент».

Флаг генерал-гидрографа, 1828 год.

## Управление генерал-гидрографа
В 1827 г. (13 октября), по упразднении последнего, образовано было в составе морского министерства особое «Управление генерал-гидрографа», распадавшееся на «канцелярию генерал-гидрографа» и на «гидрографическое депо», которое, под управлением директора, подчиненного генерал-гидрографу, заведовало частями исполнительной и учёной. В том же году учрежден Корпус флотских штурманов, начальником которого также считался генерал-гидрограф. Первым и единственным генерал-гидрографом был адмирал Гавриил Андреевич Сарычев (1827—31), по смерти которого управление всеми бывшими под его ведением частями перешло к начальнику морского штаба князю А. С. Меньшикову, а первым и единственным директором гидрографического депо был Ф. Ф. Шуберт (1827—37).
В 1837 г. звание генерал-гидрографа упразднено и все управление гидрографической частью было сосредоточено во вновь учреждённом «Гидрографическом департаменте», директорами которого последовательно состояли:
- А. Г. Вилламов (1837—54),
- барон Ф. П. Врангель (1854—55),
- M. Ф. Рейнеке (1855—59),
- С. И. Зеленой (1859—74),
- Г. А. Вевель фон Кригер (1874—81),
- Ф. Ф. Веселаго (с 1881),
- П. Н. Назимов (1892—1898).

На обязанности Гидрографического ведомства лежало издание повременных записок, посвященных как гидрографии, так и другим отраслям морского и военно-морского дела. Так комитет, учреждённый в 1799 г., издал в 1801 г. 1 т. «Морских записок», затем с 1807 по 1827 гг. издавались «Записки Государственного Адмиралтейского департамента» (13 частей), с 1835 по 1837 г. — «Записки Гидрографического депо» (5 частей), а с 1842 по 1852 г. — «Записки Гидрографического департамента». За 1854—83 гг. существуют ежегодные отчеты директора Гидрографического департамента.

Флаг Главного гидрографического управления

## Главное гидрографическое управление (ГГУ)
В 1885 г. Гидрографический департамент был преобразован в «Главное Гидрографическое управление». Начальником его стал бывший директор маяков и лоции Балтийского моря вице-адмирал Р. И. Баженов, который одновременно являлся и председателем Морского учёного комитета.
В 1886 г. в управлении была учреждена метеорологическая часть. В 1891 г. чертёжная, гравёрная, литография и печатная были объединены в картографическую часть. С 1897 г. в картографической части начались успешные опыты по печатанию морских карт с алюминиевых печатных форм (альграфия). В 1902 г. на территории Адмиралтейства Главное гидрографическое управление построило новое здание с фотографическим павильоном, приспособленным для репродукционного фотографирования, ввело в действие фотографическое и гальванопластическое отделения, получившие название фотометаллотипных мастерских.
В 1904 г. в картографической части был освоен способ фотоальграфии, позволивший получать печатные формы на алюминии с помощью фотографии. Способ фотоальграфии поднял издание карт на новый, более высокий технический уровень.
Обязанности Гидрографического управления в то время заключались:
1) в распоряжении производством съёмок и промеров;
2) в составлении карт, атласов, лоций и др. руководств для безопасного плавания и в своевременном исправлении их;
3) в устройстве и надлежащем содержании маяков, входных огней, спасательных станций, башен, вех, бакенов и др. предостерегательных знаков;
4) в снабжении военных судов инструментами, картами, лоциями, сигнальными книгами и др. руководствами;
5) в рассмотрении вахтенных журналов и произведенных на судах и в обсерваториях астрономических, магнитных и других наблюдений.
В ведении Гидрографического управления состояли лоцманские команды, мастерские мореходных инструментов в Санкт-Петербурге и Николаеве, морские обсерватории в Кронштадте и Николаеве, метеорологич. станции по берегам примыкающих к России морей, морской телеграф с семафором в Кронштадте, сигнальные станции в Николаеве, Богдановке, Парутине, Аджигиоле и Очакове.
Период до 1917 г. характеризовался развёрнутым строительством и совершенствованием маячной техники, компасного дела, изданием навигационных карт и пособий.

## Советский период (1917—1992)

Кормовой флаг гидрографических и лоцмейстерских судов, а равно флаг плавучих маяков, если командир — военный моряк, 1924—1935 гг.

Брейд-вымпел начальника Убеко, 1924 год

Кормовой флаг гидрографических и лоцмейстерских судов, а равно плавучих маяков. 1935 год.

Брейд-вымпел начальника гидрографического отряда. 1935 год.

Кормовой флаг гидрографических судов и плавучих маяков, 1950—1964 гг. Кормовой флаг гидрографических судов ВМФ СССР 1964—1992 гг.

Флаг гидрографических судов (катеров) Военно-Морского Флота, 1992—2000 гг.

Флаг гидрографических судов (катеров) Военно-Морского Флота с 2001 г.

В 1918 г. приказом Коллегии Народного Комиссариата по Морским делам Главное гидрографическое управление (ГГУ) было переименовано в Главное гидрографическое управление Российской Республики, в 1924 г. переименованное в Главное гидрографическое управление СССР.
В 1918—1922 гг. на морях были созданы Управления по безопасности кораблевождения (Убеко), которые объединили существовавшие мелкие гидрографические части в единые местные управления, непосредственно подчиненные ГГУ (Убекосевер, Убекосибирь, Убековосток, Убекобалт, Убекочерноаз, Убекокаспий).
В 1933–1938 гг. Убеко морей Северного Ледовитого океана объединены в Управление гидрографии Главсевморпути при СНК СССР.
В 1935 г. вместо Убеко были созданы гидрографические отделы, подчиненные командующим флотами и флотилиями.
В сентябре 1936 г. переименовано в Гидрографический отдел Управления морских сил Рабоче-крестьянской Красной Армии (УМС РККА), а в 1937 г. —  в Гидрографическое управление УМС РККА..
В 1938 г. Гидрографическое управление УМС РККА было переименовано в Гидрографическое управление Рабоче-крестьянского Красного Флота (РККФ), а в 1939 г. — в Гидрографическое управление Рабоче-крестьянского Военно-Морского Флота (РК ВМФ).
В 1940 г. Гидрографическое управление РК ВМФ было переименовано в Гидрографическое управление ВМФ.
Во время войны 1941—1945 гг. в Главном штабе ВМФ в Москве была сформирована Оперативная группа Гидрографического управления ВМФ.
В 1946 г. Гидрографическое управление ВМФ было переименовано в Гидрографическое управление Военно-Морских Сил.
В 1956 г. Гидрографическое управление Военно-морских сил было переименовано в Управление начальника Гидрографической службы  Военно-Морского Флота, а в 1961 г. — в Управление Гидрографической службы Военно-Морского Флота.
В 1967 г. Управление Гидрографической службы Военно-морского флота было переименовано в Гидрографическое управление Министерства обороны Союза ССР.
В послевоенное время начались работы по созданию океанского ракетно-ядерного флота. С учётом этих обстоятельств в 1972 г. Гидрографическое управление ВМФ было преобразовано в Главное управление навигации и океанографии Министерства обороны Союза ССР (ГУНиО МО).
После 1960—1970-х гг., когда начались длительные подводные плавания атомных подводных лодок с ракетным оружием в любых районах Мирового океана, включая подледную часть Арктического бассейна, потребовалось коренное изменение в навигационно-гидрографическом и гидрометеорологическом обеспечении. В этот период на первое место вышла необходимость изучения и подробного картографирования геофизических полей Земли — гравитационного и магнитного.
В 1970—1980-е гг. активизировалась международная деятельность ГУНиО МО СССР. С этого времени ГУНиО официально представляет национальные интересы страны в Международной гидрографической организации и в Международной ассоциации маячных служб, а также интересы Министерства обороны в Межправительственной океанографической комиссии ЮНЕСКО.

## В Российской Федерации (с1992 года)
В 1992 году Главное управление навигации и океанографии МО СССР было переименовано в Главное управление навигации и океанографии Министерства обороны Российской Федерации (ГУНиО Минобороны России).
В 2006 году преобразовано в Управление навигации и океанографии Министерства обороны Российской Федерации (УНиО Минобороны России).

## История названий гидрографической службы России
- 1827 год — Управление генерал-гидрографа в составе Главного морского штаба, учреждено указом императора Николая I 1 (13) октября 1827 года;
- 1837 год — Гидрографический департамент Морского министерства;
- 1885 год — Главное гидрографическое управление (ГГУ);
- 1918 год[уточнить] — Главное гидрографическое управление Российской республики;
- 1924 год — Главное гидрографическое управление (ГГУ) СССР;
- 1936 год — Гидрографический отдел Управления морских сил Рабоче-крестьянской Красной Армии (УМС РККА);[4]
- 1937 год — Гидрографическое управление УМС РККА.
- 1938 год — Гидрографическое управление Рабоче-крестьянского Красного Флота (РККФ);[4]
- 1939 год — Гидрографическое управление Рабоче-крестьянского Военно-Морского Флота (РКВМФ);
- 1940 год — Гидрографическое управление ВМФ;
- 1946 год — Гидрографическое управление Военно-Морских Сил;[4]
- 1956 год — Управление начальника Гидрографической службы Военно-Морского Флота;[4]
- 1961 год — Управление Гидрографической службы Военно-Морского Флота;[4]
- 1967 год — Гидрографическое управление Министерства обороны Союза ССР;[4]
- 1972 год — Главное управление навигации и океанографии (ГУНиО) Министерства обороны Союза ССР;
- 1992 год — Главное управление навигации и океанографии (ГУНиО) Минобороны России;
- 2006 год — Управление навигации и океанографии (УНиО) Минобороны России.

## Место расположения гидрографической службы
Гидрографическое управление со времени создания Управления генерала-гидрографа располагалось в здании Главного Адмиралтейства.
В советский период управление гидрографической службы России было переведено в здание, где ранее располагалась Николаевская Морская академия (Санкт-Петербург, 11-я линия Васильевского острова, д. 8)

## День военного моряка-гидрографа
С 1997 года 13 октября ежегодно отмечается как день создания Управления генерал-гидрографа (положившего начало Гидрографической службе России), как День военного моряка-гидрографа.